# Yarrowia lipolytica
Espèce
Synonymes
- Azymoprocandida lipolytica (F.C. Harrison) E.K. Novák & Zsolt 1961
- Candida deformans (Zach) Langeron & Guerra 1938
- Candida lipolytica (F.C. Harrison) Diddens & Lodder 1942
- Candida oleae Kreger-van Rij & Verona 1949
- Candida oleophila Montrocher 1967
- Candida paralipolytica K. Yamada & Y. Otani 1963
- Candida petrophilum I. Takeda, Iguchi, Tsuzuki & T. Nakano 1972
- Candida pseudolipolytica Blagod. & Kock.-Krat. 1973
- Endomycopsis lipolytica Wick. 1970
- Mycotorula lipolytica F.C. Harrison 1928
- Pseudomonilia deformans Zach 1934
- Saccharomycopsis lipolytica 1972
- Saccharomycopsis pseudolipolytica Blagod. 1979

Yarrowia lipolytica est une espèce de levures de la famille des Dipodascaceae.
C'est l'espèce type du genre Yarrowia.

## Publication originale
- (en) van der Walt JP, von Arx JA (1980). The yeast genus Yarrowia gen. nov. Antonie van Leeuwenhoek. 46 (6): 517–21, DOI 10.1007/bf00394008, PMID 7195185.